# Атени (Підляське воєводство)
Атени (пол. Ateny) — село в Польщі, у гміні Новинка Августівського повіту Підляського воєводства.
Населення — 83 особи (2011).
У 1975-1998 роках село належало до Сувальського воєводства.

## Демографія
Демографічна структура станом на 31 березня 2011 року:
|          | Загалом | Допрацездатний вік | Працездатний вік | Постпрацездатний вік |
| -------- | ------- | ------------------ | ---------------- | -------------------- |
| Чоловіки | 40      | 8                  | 28               | 4                    |
| Жінки    | 43      | 8                  | 28               | 7                    |
| Разом    | 83      | 16                 | 56               | 11                   |